# 1917 (فلم 2019)
1917 هو فلم حرب أمريكي بريطاني من إخراج سام مينديز وشارك في تأليفه مينديز وكريستي ويلسون-كيرنز. من بطولة جورج ماكاي، دين تشارلز شابمان، مارك سترونج، أندرو سكوت، ريتشارد مادن، كلير دوبورك، مع كولين فيرث، وبينديكت كومبرباتش.
يستند الفلم جزئياً إلى رواية قيلت لمندس من قبل جده الأب، الفريد مينديز، وصدرت في 25 ديسمبر 2019 من قبل يونيفرسال بيكتشرز.

## القصة
في ذروة الحرب العالمية الأولى خلال ربيع عام 1917 في شمال فرنسا، يتم إعطاء جنديين بريطانيين شابين، شوفيلد ( جورج ماكاي ) وبليك ( دين تشارلز تشابمان ) مهمة مستحيلة على ما يبدو لإيصال رسالة تحذر من الكمين خلال واحدة من المناوشات بعد فترة وجيزة من التراجع الألماني إلى خط هيندنبيرغ خلال عملية البيرش. يتسابق المجندين مع الزمن، لعبور أراضي العدو لإيصال التحذير والحفاظ على كتيبة بريطانية من 1600 رجل، بما في ذلك شقيق بليك، من الوقوع في فخ قاتل. يجب على الرجلين بذل قصارى جهدهما لإنجاز مهمتهما من خلال البقاء على قيد الحياة من الحرب لإنهاء كل الحروب.

## طاقم التمثيل
- جورج ماكاي بدور الجندي أول ويليام سكوفيلد
- دين-تشارلز تشابمان بدور الجندي أول توماس بليك
- مارك سترونج بدور النقيب سميث
- أندرو سكوت بدور الملازم ليزلي
- ريتشارد مادن بدور الملازم جوزيف بليك
- كلير دوبورك بدور لوري
- كولين فيرث بدور اللواء إرينمور
- بيندكت كامبرباتش بدور العقيد ماكنزي
- دانيال ميس بدور الرقيب ساندرز
- أدريان سكاربورو بدور الرائد هيبورن
- جيمي باركر بدور الملازم ريتشاردز
- مايكل جيبسون بدور الملازم هاتون
- ريتشارد ماكيب بدور العقيد كولينز
- كريس والي بدور الجندي بولن
- نبهان رضوان بدور سيبوي جوندلار
- مايكل كورنيليوس بدور الجندي كورنيليوس

## الإصدار
من المقرر أن يتم الإصدار المحدود في 25 ديسمبر 2019 والإصدار العلني في 10 يناير 2020.

## روابط خارجية
- 1917 على موقع IMDb (الإنجليزية)
- 1917 على موقع ميتاكريتيك (الإنجليزية)
- 1917 على موقع روتن توميتوز (الإنجليزية)
- 1917 على موقع ألو سيني (الفرنسية)
- 1917 على موقع أول موفي (الإنجليزية)
- 1917 على موقع بوكس أوفيس موجو (الإنجليزية)
- 1917 على موقع فيلمافينيتي (الإسبانية)
- 1917 على موقع قاعدة بيانات الأفلام السويدية (السويدية)
- 1917 على موقع قاعدة بيانات الفيلم (الإنجليزية)
- 1917 على موقع ليتربوكسد (الإنجليزية)
- الموقع الرسمي
- 1917  على قاعدة بيانات الأفلام على الإنترنت (بالإنجليزية).[1][2]

1. ↑  ليتربوكسد (بالإنجليزية), QID:Q18709181
2. ↑  قاعدة بيانات الفيلم (باللغات المتعددة), QID:Q20828898